# Камышловский заказник
Камышловский зоологический охотничий заказник — государственный заказник площадью 32 916 гектаров в Камышловском муниципальном районе, Камышловском городском округе и Пышминском городском округе Свердловской области.
Заказник организован 28 декабря 1973 года для сохранения и повышения численности косули. К основныи объектам охраны относятся местная популяция косули, а также бобр, барсук, заяц-беляк, колонок, глухарь, тетерев, рябчик.